# 菲涅耳透鏡
菲涅耳透鏡（英語：Fresnel lens），又譯菲涅尔透镜，別稱螺纹透镜，是由法國物理學家奧古斯丁·菲涅耳所發明的一種透鏡。此設計原來被應用於燈塔，這個設計可以建造更大孔徑的透鏡，其特點是焦距短，且比一般的透鏡的材料用量更少、重量與體積更小。和早期的透鏡相比，菲涅耳透鏡更薄，因此可以傳遞更多的光，使得燈塔即使距離相當遠仍可看見。

## 历史
通过将数个独立的截面安装在一个框架上从而制作出更轻更薄的透镜，这一想法常被认为是由布封伯爵提出的。孔多塞（1743-1794）提议用单片薄玻璃来研磨出这样的透镜。而法国物理学家兼工程师菲涅耳亦对这种透镜在灯塔上的应用寄予厚望。根据史密森学会的描述，1823年，第一枚菲涅耳透镜被用在了吉伦特河口的哥杜昂灯塔（Phare de Cordouan）上；透过它发射的光线可以在20英里（32公里）以外看到。苏格兰物理学家大卫·布儒斯特爵士被看作是促使英国在灯塔中使用这种透镜的推动者。

## 描述

菲涅耳透镜的原理演示动画，此为透镜截面视图。由于光的折射发生在介质的交界面，这里以玻璃与空气为例，若能去除光在玻璃中直线传播的部分而保留发生折射的曲面，便能省下大量材料同时达到相同的聚光效果。如图，菲涅耳透镜便是通过此法使透镜变薄。曲面划分得越细，透镜越能够做薄。

相比传统的球面透镜，菲涅耳透镜通过将透镜划分出为一系列理论上无数多个同心圆纹路（即菲涅耳带）达到相同的光学效果，同时节省了材料的用量。
在此透镜的第一个也是最大的一个变种上，每一个环都实际上都是彼此不同的棱镜。尽管菲涅耳透镜也许看起来像一片单独的玻璃，但仔细检查会发现他是由许多微小的片状结构组成的。现代的数控机床问世后，利用单块玻璃生产菲涅耳透镜已变为现实，而光学塑料的诞生也使得菲涅耳透镜的制作变得容易。
正是因为这些纹路，透镜的总体厚度减小了；菲涅耳透镜实际上是普通凸透镜连续的曲面被截为一段一段曲率不变的不连续曲面，因为曲面被划分得很细，故看上去像一圈一圈的纹路。事实上菲涅耳透镜可以被视作一系列的棱镜按照环形排列，其中边缘较为尖锐，而中心则是较为平滑的凸面。
菲涅耳透镜的设计容许大幅度地削减透镜厚度（以及重量与体积），但是付出的代价是成像品质会下降，这也是精密成像仪器例如显微镜以及相机仍然使用传统透镜的原因。
菲涅耳透镜常由玻璃或塑料制成，尺寸从大（老式灯塔，尺寸以米计）到中（阅读放大镜、幻灯片投影）再到小（单反相机对焦屏、显微光学）。大多数情况下，它们很薄很平整，并且有韧性，大约3-5毫米厚。

## 应用
由于使用菲涅耳透镜来投射光线会降低成像品质，所以它一般用在对成像品质要求不太苛刻或无法使用一般透镜的地方。廉价的菲涅耳透镜一般由透明塑料压铸或模塑而成，并使用在透镜式投影仪、背投电视、便携放大镜上。同时它也被应用在交通信号灯上。菲涅耳透镜也用于校正一些视觉障碍，比如斜视。
自从塑料菲涅耳透镜可以做得比玻璃的大，同时更轻更经济后，他便被用在太阳灶聚集阳光或是用在太阳能热水器上。
菲尼尔透镜可以收集和聚焦人体释放红外线，这可以用于光传感器。
也许菲涅耳透镜最广泛的应用是在汽车前灯上，它能使大灯最初由凹面镜反射出来的平行光向下倾斜，除可照亮前方的路面，也可防止對於前方及對向的人車造成眩光。考虑到价格、重量以及抗冲击性等因素，较新的车型已将玻璃菲涅耳透镜淘汰，转而采用多面反射镜与平面的聚碳酸酯透镜。然而，菲涅耳透镜仍被广泛使用于汽车尾灯、倒车灯上。
菲涅耳透镜亦应用于驾驶座位于左边而进入英国或是爱尔兰的欧洲大陆卡车（驾驶座在右边的英国或爱尔兰卡车来到欧洲大陆亦然），来帮助司机克服坐在“错误”位置行驶在“错误”的车道造成的盲区。它们通常被粘附在乘客座的车窗上。
高品质的玻璃菲涅耳透镜被用在灯塔上。从19世纪晚期到20世纪中期它们是“艺术的标杆”，不过现在他们大多数已不再被使用。灯塔使用的菲涅耳透镜通常包括特别的环形棱镜，分布在平面菲涅耳透镜的上下，排列成多面的拱形，以收集从光源发出的光线。光线通过这些组件发生得更多的是的是内反射，而不像菲涅耳透镜那样发生单一的的折射。这样的组件给予灯塔的设计者、建造者以及使用者切实的好处。除此之外，较小的透镜可以适应更为狭小的空间。

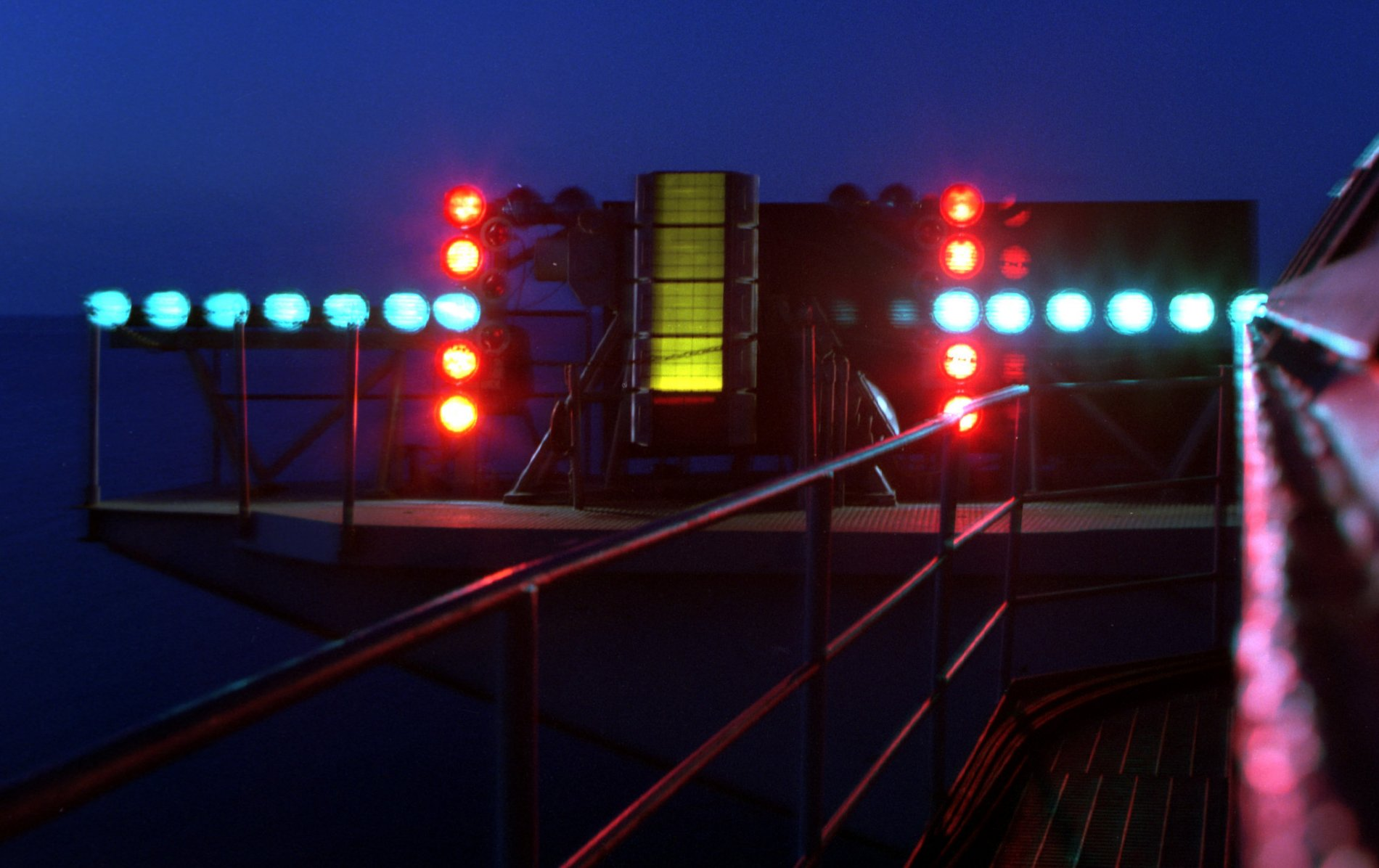
美国海军德怀特·D·艾森豪威尔号航空母舰上的光学着陆系统

玻璃菲涅耳透镜同样被应用于电影的照明设备上。整个设备由金属外壳、反光镜、灯以及菲涅耳透镜组成。这种设备通常易于改变灯与透镜的距离。因此，这种设备十分灵活，射出的光束可窄到7°宽到70°。由菲涅耳透镜射出的光线边缘较为柔和，故它常用在染色灯上。透镜前方的支架上放置一块有颜色的塑料膜来给光线染色，也可放置金属纱网或磨砂塑料使光线弥散。许多含有菲涅耳透镜的设备都允许灯在焦点前后移动，以放大或缩小光束的大小。菲涅耳透镜非常适合在电影制作中使用，不仅因为透过它的光线比透过普通透镜的亮度高，也由于透过它的整束光线在各个部位的亮度都相对一致。
隨著光學材質技術的發展，以往難以用在攝影用鏡頭的菲涅耳透鏡也逐漸出現在攝影鏡頭，如尼克爾鏡頭（Nikkor）的AF-S NIKKOR 300mm f/4E PF ED VR即使用了一片PF（Phase Fresnel）鏡片，大幅減輕了重量與體積，根据尼康说法，使用菲涅尔透镜的镜头可以大幅降低色散。佳能EF接環鏡頭產品中有一部份使用了類似菲涅爾透鏡的衍射鏡片，稱為「DO鏡」。

## 延伸閱讀
- "The Fresnel Lens." The Keeper's Log (Winter 1985), pp. 12–14.
- Lighthouses, Illuminants, Lenses Engineering and Augustin Fresnel, An Historical Bibliography, United States Coast Guard.
- 美国海岸警卫队, Aids to Navigation，（Washington, DC: U. S. Government Printing Office, 1945）。
- United States Coast Guard, Aids to Navigation Historical Bibliography. （页面存档备份，存于）
- United States Coast Guard, Fresnel Lenses Still in Operation. Archive-It的存檔，存档日期2009-03-25

## 外部連結

1：菲涅耳透鏡的截面圖
2：等效的一般平凸透鏡的截面圖

- Lighthouse Getaway: Fresnel lens（contains photographs.）
- Pepper, Terry. .   [2010-04-18]. （原始内容存档于2008-01-30）.
- Random Destructive Acts via Focused Solar Radiation. （页面存档备份，存于）
- TruckView Fresnel lens combats the HGV Blind-Spot. （页面存档备份，存于）
- How the Fresnel lens works. （页面存档备份，存于）
- A computer analysis of the Fresnel lens cross section depicted in the 'graphic examples' section of this very Wikipedia article.